# Enrique Fernández
Enrique Fernández Viola (Montevideo, 10 giugno 1912 – Montevideo, 6 ottobre 1985) è stato un allenatore di calcio e calciatore uruguaiano, di ruolo attaccante.
Assieme a Radomir Antic è uno dei due soli allenatori ad essersi seduto sia sulla panchina del Barcellona che su quella del Real Madrid, e l'unico ad essere riuscito nell'impresa di vincere il titolo nazionale con entrambe le formazioni. È stato inoltre il primo tecnico a condurre il Barcellona alla vittoria di un trofeo internazionale, conquistando la Coppa Latina nel 1949.

## Palmarès

### Giocatore

#### Competizioni nazionali
- Campionato uruguaiano: 2

Nacional: 1933, 1934

### Allenatore

#### Competizioni nazionali
- Campionato uruguaiano: 2

Nacional: 1946, 1950
- Campionato spagnolo: 3

Barcellona: 1947-1948, 1948-1949
Real Madrid: 1953-1954
- Campionato cileno: 1

Colo-Colo: 1956
- Campionato portoghese: 1

Sporting CP: 1957-1958

#### Competizioni internazionali
- Coppa Latina: 1

Barcellona: 1949